# István Friedrich
István Friedrich (1. července 1883 Malacky – 25. listopadu 1951 Vác) byl maďarský politik, podnikatel a fotbalista. Od srpna do listopadu roku 1919 byl předsedou vlády Maďarska.

## Život
Narodil se na Slovensku v rodině německého původu. Jeho otec byl lékárník. Středoškolské vzdělání získal na gymnáziu v Bratislavě. V mládí byl úspěšným fotbalistou, hrál za klub Műegyetemi AFC a v roce 1904 oblékl i dres maďarské fotbalové reprezentace v zápase proti Rakousku. Je prvním premiérem ve světové historii, který hrál za národní fotbalový tým. Fotbalu zůstal věrný i po skončení hráčské kariéry, působil jako rozhodčí.
Fotbal byl ale jeho vedlejším zájmem, jak bylo ostatně tehdy pravidlem. Vystudoval inženýrství na univerzitách v Budapešti (kde promoval v roce 1905) a Charlottenburgu, a k tomu ještě práva v Budapešti a Berlíně. Do roku 1908 pracoval jako inženýr pro AEG v Berlíně. Toho roku se vrátil do Maďarska a oženil se s Margit Asbóthovou, dcerou Emila Asbótha, majitele Ganz-Danubius Company, jednoho z největších průmyslových konglomerátů v Maďarsku. I když mohl pracovat pro tchána, odmítl a místo toho založil vlastní podnik v Mátyásföldu. Vyráběl stroje a železo. V roce 1920 továrnu prodal.
V roce 1912 vstoupil do liberální Strany nezávislosti Mihály Károlyiho a byl považován za součást jejího levého křídla. Během té doby také vstoupil k zednářům. Stal se předsedou stranické buňky v Mátyásföldu. V roce 1914 doprovázel Mihály Károlyiho do Spojených států a od té doby byl jedním z jeho nejbližších přátel. Károlyi na něj později vzpomínal jako na „mladého, idealistického a nadšeného“. Na cestě domů byl Friedrich po vypuknutí první světové války krátce internován ve Francii (jako občan nepřátelské mocnosti - Rakouska-Uherska). Po úspěšném útěku přes Španělsko a Itálii se vrátil do Maďarska a dobrovolně se přihlásil do rakousko-uherské armády. Sloužil u dělostřelectva a dosáhl hodnosti poručíka. Bojoval v průsmyku Uzsok na Podkarpatské Rusi. Poté, co byl prohlášen za neschopného služby, pracoval ve válečné výrobě v plzeňské Škodovce a ve vídeňské továrně Arsenal. Poté sloužil jako velitel jednotky technických oprav, až do své demobilizace v roce 1917.
Během astrové revoluce roku 1918 vedl velké protesty u královského paláce v Budapešti, které požadovaly jmenování Károlyiho vlády. Aktivně se účastnil tzv. „bitvy o řetězový most“ 28. října 1918 a byl při této akci i zraněn. Po sestavení Károlyiho vlády 31. října byl jmenován státním tajemníkem pro válku. Brzy ale ztratil přízeň Károlyiho, pro nějž se stal „nekontrolovatelným demagogem.“ Friedrich se kvůli tomu také přiblížil ke konzervativnější části strany, zatímco Károlyi se stále více spoléhal na sociální demokraty. Károlyi se prohlásil za stoupence Čtrnácti bodů Woodrowa Wilsona, důvěřoval mocnostem Dohody a věřil, že bude moci využít své četné kontakty ve Francii. Naproti tomu Friedrich Károlyiho zahraniční politiku viděl jako naivní a snažil se zřídit silnou armádu. To blokoval zejména pacifisticky naladěný ministr obrany Béla Linder. Ten byl nakonec odvolán a nahradil ho Albert Barthy, s nímž začal Friedrich úzce spolupracovat. Udržoval také kontakty s krajně pravicovými silami mimo vládu. V lednu 1919 už napětí ve straně dostoupilo vrcholu a rozpadla se. Friedrich odešel, spolu s většinou. Károlyi si dokázal udržet jen necelou čtvrtinu členů. Friedrich byl poté zbaven vládní funkce státního tajemníka pro válku (8. února 1919). Založil si i malou opoziční Křesťanskou národní stranu, ta ale příliš úspěšnou nebyla. V nadcházejících desetiletích několik bývalých kolegů označilo Friedricha za zrádce, který zničil naděje na liberální demokracii v Maďarsku.
Po rezignaci koaliční vlády Dénese Berinkeyho dne 20. března 1919, která byla způsobena záměrem Dohody zmenšit území ovládané Maďarskem, povolali sociální demokraté komunisty do koaliční vlády, což vedlo ke vzniku diktatury proletariátu, neboli tzv. Maďarské republiky rad. Většina prominentních liberálů opustila zemi nebo se uchýlila na venkov. Friedrich zůstal v hlavním městě. 19. dubna komunistické úřady Friedricha zatkly a odsoudily ho k smrti za kontrarevoluční aktivity. S pomocí lidového komisaře Zsigmonda Kunfiho, bývalého člena Károlyiho kabinetu, se mu podařilo trest zmírnit a nakonec i uprchnout, s pomocí některých dělníků z jeho továrny. Zůstal v úkrytu až do konce vlády Bély Kuna 1. srpna 1919. V ilegalitě navázal kontakt s Asociací soudruhů v Bílém domě (Fehérház Bajtársi Egyesület), ultrapravicovou skupinou založenou zubařem a známým antisemitou Andrásem Csillérym. Zároveň ale úzce spolupracoval s liberály Lovászym a Barthou, kteří se rovněž připravovali na očekávaný kolaps Kunova režimu.
Po pádu republiky rad uchopil moc umírněný sociální demokrat Gyula Peidl. Liberálové s ním začali vyjednávat o koalici. Friedrich měl úkol pokusit se získat podporu pro tento projekt u představitelů Dohody. Zároveň však znal plán krajní pravice na státní převrat. Vyhodnotil si situaci tak, že úspěch převratu je nejpravděpodobnější variantou vývoje a podpořil "Bílý dům" v jeho spiknutí, zvláště když věděl, že spiklenci našli podporu u velitele rumunských okupačních vojsk. Jejich prvním kandidátem na premiéra byl Gyula Pekár, romanopisec s malým úspěchem, který měl velmi blízko k premiérovi Istvánu Tiszovi, jehož během astrové revoluce ubil revoluční dav. Friedrich doporučil do funkce premiéra svého přítele Mártona Lovászyho, nicméně vedení Bílého domu to odmítlo. Friedrich pak vedl delegaci, která přesvědčila arcivévodu Josefa Augusta Rakouského, aby převrat zaštítil. Josef August byl značně neoblíbený u členů Bílého domu, ale když se krajní pravice dozvěděla o úspěšném vyjednávání Peindla s Dohodou, octli se spiklenci v časovém presu a symbolickou vůdcovskou roli Josefa Augusta přijali, aby mohli zahájit převrat okamžitě. 6. srpna 1919 velmi snadno násilně převzali moc. Friedrichova účast na převratu byla minimální, což paradoxně posílilo jeho pozici, neboť ultrapravice věděla, že bude potřebovat pro svůj režim osobu snesitelnou pro liberály. Hned 7. srpna 1919 tak byl Friedrich jmenován premiérem, zatímco arcivévoda se stal regentem.
Friedrichův kabinet byl nejprve složen především z příslušníků konzervativního křídla Strany nezávislosti. Vláda však byla ještě slabší než předchozí "odborářská" vláda Peidlova. Ultrapravice členy vlády neznala, nebo jim nedůvěřovala. Kabinet nemohl počítat ani s britskou, ani s italskou, ani s rumunskou vojenskou pomocí. Vláda v Bukurešti, navzdory tomu, že rumunský vojenský velitel převrat v Budapešti podporoval, odmítla Friedrichův kabinet uznat. Rumuny, ale i Čechoslováky, vyděsila postava Josefa Augusta. Obávali se návratu Habsburků na trůn. Stejný postoj měli Francouzi. Friedrich chtěl vyjednávat, ale touha jeho krajně pravicových spojenců po násilí mu podrážela v očích Západu nohy - brzy byly zahájeny útoky na Židy.
V polovině srpna představil Friedrich nové složení kabinetu, které mělo uklidnit domácí scénu i zahraničí. Šlo o širokou koaliční vládu, ke které se však nepřipojili sociální demokraté. Kvůli jejich absenci a kvůli regentství příslušníka habsburského rodu Dohoda odmítla vládu uznat. 23. srpna se arcivévoda rozhodl rezignovat na regentství, aby situaci odblokoval. Friedrich se tak de facto stal i hlavou státu. Rezignace Josefa Augusta mu uvolnila ruce ve vztahu k Dohodě, ale přišel o symbol, který mu zajišťoval podporu konzervativců a monarchistů. Mezi nimi se aktivity chopil bývalý rakousko-uherský admirál Miklós Horthy, který kontroloval tzv. národní armádu, ale scházela mu politická podpora. Friedrich tohoto soupeře jako politicky naivního nebral vážně a snažil se posílit svou vládu během srpna a září postupnými úpravami v kabinetu, když přibíral představitele jak pravice, tak levice. V tom byl značně úspěšný a zdálo se, že politicky situaci zastabilizoval a vláda má respekt. Problémem však byla kontrola armády, kterou neměl. Friedrich se jí pokusil získat tím, že se oficiálně jmenoval vrchním velitelem, ale Horthy to nerespektoval. Na ovládaném území Horthyho důstojníci praktikovali tzv. bílý teror. Po příjezdu Horthyho jednotek do Budapešti byl bílý teror rozpoután i tam. Krom politického násilí to měl být i symbol toho, že vláda reálně nevládne.
Friedrichův kabinet 17. listopadu přijal dekret, který zavedl všeobecné volební právo tajným hlasováním pro všechny občany (včetně žen) starší 24 let. Díky tomu mělo 74 % dospělé populace přístup k volbám v lednu 1920, které byly až do parlamentních voleb v roce 1945 nejdemokratičtějšími volbami v maďarské historii. Friedrich zůstal ve funkci předsedy vlády do 24. listopadu. Rezignoval pod tlakem levice i Horthyho. Ve volbách byl Friedrich zvolen za konzervativní a antisemitskou Křesťanskou národní unionistickou stranu (Keresztény Nemzeti Egyesülés Pártja), ale takřka okamžitě v parlamentu zorganizoval malou vlastní frakci. V nově jmenované vládě Károly Huszára byl jmenován ministrem obrany. To byl však krajně nevýhodný post, vzhledem k tomu, že armáda poslouchala výhradně Horthyho. O post byl připraven v průběhu roku 1920.
V roce 1921 byl obviněný za vraždu Istvána Tiszy, ale u soudu se mu podařilo se obhájit. V listopadu téhož roku byl znovu zatčen za účast na neúspěšném pokusu o návrat císaře Karla na trůn. Odsouzen ale nebyl. Poslancem byl nepřetržitě od roku 1920 až do roku 1939. V průběhu 20. i 30. let založil řadu stran křesťansko-demokratické i více pravicové orientace, ale byly marginální. V červenci 1951 byl zatčen komunistickou vládou Mátyáse Rákosiho a křivě obviněn z přípravy jejího svržení. Byl odsouzen k patnácti letům vězení, ale zemřel krátce po rozsudku, 25. listopadu 1951. V roce 1990 byl posmrtně rehabilitován.